# 宍道湖七珍
宍道湖七珍（しんじこしっちん）は、島根県の中海の奥にある汽水湖・宍道湖で獲れる代表的な7種の魚介類（スズキ、モロゲエビ、ウナギ、アマサギ（ワカサギ）、シラウオ、コイ、シジミ（ヤマトシジミ））の7つを指す。それぞれの頭一文字を取り「スモウアシコシ」と覚えられる。

## 起源
宍道湖七珍は1930年に島根新聞社の記者であった松井柏軒が、中国西湖十景に倣って松陽新聞（現：山陰中央新報）に起稿した「宍道湖十景八珍」が始まりとされる。その後、荒木英之が「湖魚四珍」を発案し、松江住民に珍味という言葉を浸透させた。中海の干拓が計画されたことを契機として、1958年に発足した「湖に別れを惜しむ会」を中心に湖の珍味を提唱する動きが活発化し、「宍道湖七珍」という言葉が誕生したと考えられている。言葉の誕生後に荒木・木村によって何を取り上げるかが議論され、「スズキ、ウナギ、シラウオ、アマサギ、コイ、アカガイ、ホンジョウエビ」が挙げられ、最初の宍道湖七珍となったが、いつ、どのような経緯を経て現代の宍道湖七珍へ変化したかについては不明となっている。中海干拓事業が計画通りに完成すると、七珍の半数以上は姿を消すと思われていたが、干拓事業の中止によってその心配はなくなった。
宍道湖七珍を用いた料理（コイの糸造り、モロゲエビの鬼殻焼、アマサギの柳かけ、シラウオの玉子とじ、ウナギのかば焼、シジミ汁、スズキの奉書焼）は七珍味と称する。